# Jean Negro
Jean Joseph Eugène Negro (en italien Giovanni Giuseppe Eugenio Negro), (4 janvier 1758 – 18 mars 1814) est un homme politique italien des XVIIIe et XIXe siècles, syndic de Turin de 1805 à 1814.

## Biographie
Conseiller municipal de Turin, qualifié alternativement de «commerçant» et de «banquier» dans la documentation de l'époque, il se fait connaître en 1805 à la suite de la démission du maire Ignace Laugier . Dans la situation critique née des conflits entre le premier citoyen et le gouvernement français, le ministre français de l'Intérieur de Champagny écrit au préfet de Turin Pierre Loysel "La circonstance actuelle exige un homme parfaitement dévoué à la France". Le choix s'est porté sur le conseiller municipal Jean Negro, qui avait fait ses preuves en tant que maire adjoint de Laugier, alors que ses revenus de 15 000 francs étaient de loin les plus bas des candidats examinés. Le 7 décembre, de Austerlitz, Napoléon décréta sa nomination comme maire de Turin  . 
En mai 1806, 15 des 30 membres du conseil municipal sont renouvelés, tirant au sort les 15 nouveaux membres parmi les cent «plus taxés» de la ville. Dans le nouveau conseil municipal, le nombre d'aristocrates appartenant à la noblesse subalpine abolie est passé de 5 à 11  . 
Pour améliorer l'efficacité de l'administration, Jean Negro a formulé des instructions détaillées pour les employés municipaux et a délégué aux députés certaines fonctions qu'il n'a pas eu le temps de remplir personnellement. Pour faire face aux dettes qui avaient déjà provoqué la démission de Laugier, Negro écrivit à l'empereur Napoléon pour implorer la restitution des sommes dues par le Trésor. Paris n'a pas répondu à la lettre, mais le 18 mars 1808 il a reconfirmé Negro dans son poste  . 
Le travail a été entravé par les absences continues des conseillers, qui ont empêché d'atteindre le quorum: ce n'est qu'à l'été 1810 que Negrò a réussi à obtenir du préfet la nomination de dix nouveaux conseillers pour remplacer ceux qui entre-temps étaient décédés ou avaient démissionné  . 
Pendant ce temps, Negro a travaillé dur pour augmenter son prestige personnel, réussissant à obtenir de nombreuses récompenses. En mai 1810, il reçut la Légion d'honneur et le 28 decembre de la même année, il fut nommé baron de l'Empire . À la mort de son prédécesseur Laugier, en août 1811, il s'empressa de demander à l'empereur d'être nommé à sa place trésorier de la 16e cohorte de la Légion d'honneur et, en mai 1812, il fut admis au corps législatif français  . 
En 1810, il proposa un nouveau blason de la ville qui ajouta à l'emblème du taureau les ornements typiques de l' héraldique napoléonienne, qui fut officiellement remis à la ville à l'occasion du baptême du roi de Rome, Napoléon II  .
Au cours de son mandat, diverses réglementations de dérivation française ont été appliquées, comme l'introduction, en 1808, du nouveau système métrique unifié de poids et de mesures (qui a été partiellement annulé avec la Restauration et n'est entré pleinement en vigueur qu'avec l'unification de l'Italie, et celle, entre 1808 et 1809, de la numérotation des maisons sur le modèle de celle créée à Paris trois ans plus tôt  . Toujours pendant son mandat (entre 1810 et 1813), par décision directe de Napoléon, le premier pont de pierre de la ville fut construit, qui jusqu'alors n'avait que des ponts temporaires sur le Pô : l'actuel Pont Vittorio Emanuele I  . 
Le 25 mars 1813, Napoléon le reconfirme comme maire de Turin et décrète que le serment a lieu sous une forme solennelle: la cérémonie est célébrée le 21 juin, en présence des principales autorités de la ville. Cependant Negro n'a pas pu exercer le mandat pendant longtemps: il a été frappé par une maladie grave et est mort le 18 mars 1814  . 
Entre-temps, Napoléon avait été vaincu et le retour à l' ancien régime se préparait également à Turin: le 17 mai 1814, le Secrétariat d'État à l'intérieur rétablit l'administration municipale «au pied de l'an 1800» et le lendemain l'ancien le conseil municipal a été reconstitué avec les décurions de première et deuxième classe qui ont survécu. Les deux nouveaux maires, Paolo Mazzetti di Saluggia et Giovanni Battista Arbaudi, auraient été les mêmes quatorze ans plus tôt.